# Norrköping Dolphins (féminin)
Le Norrköping Dolphins est un club suédois de basket-ball basé à Norrköping. Le club appartient à la Damligan soit le plus haut niveau du championnat suédois.

## Historique
En 2012-2013, le club remporte trois manches à zéro la finale du championnat contre Solna.